# Gelcoat
Gelcoats são uma mistura de resina poliéster e uma série de cargas minerais, que corresponde à camada exterior da fibra de vidro.
Em sua utilização, são muito sensíveis a qualquer tipo de variação, podendo produzir incríveis surpresas após a desmoldagem das peças.
As banheiras de Hidromassagens feitas de Gel Coat se sofrerem alguma danificação é possível consertá-la voltando a ficar em seu estato perfeito.